# 蘇澳街

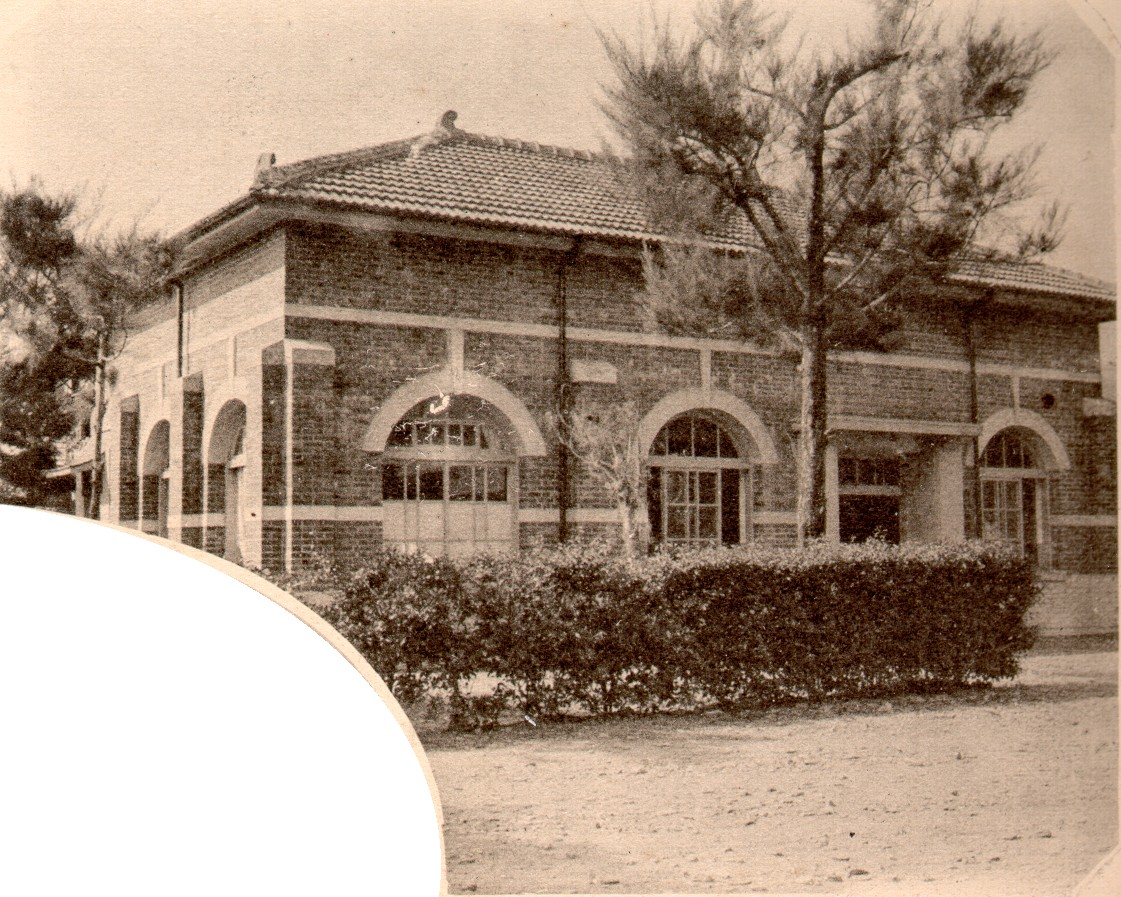
蘇澳街役場

蘇澳街為台灣日治時期1943年10月至1945年10月間存在之行政區，轄屬台北州蘇澳郡。其原為1920年10月成立的蘇澳庄，自1943年10月升格為蘇澳街，現今為宜蘭縣蘇澳鎮。另外，蘇澳街為臺灣日治時期行政區劃中唯一「一郡一街」者。

## 介紹
蘇澳街的地形主要為山坡地，平地面積稀少。其主要靠著蘇澳港而發展，蘇澳港為台灣東部唯一的良港，亦為蘭陽地區重要的物資移出入港。在陸上交通方面，蘇澳街為鐵道宜蘭線的終點以及東海乘合自動車花蓮港線的起點，可謂是台灣東北部海陸交通的樞紐。1943年，蘇澳都市計畫第一期工事已完成。隨著蘇澳庄的工業發展，台灣化成工業株式會社已進行了第二、三期的擴張計畫；生產電石的臺灣電化株式會社亦設置於此。加上計畫中的都市計畫第二期工事和進一步的蘇澳築港計畫，在臺北州的申請下，臺灣總督府考量蘇澳庄的各項建設、工業發展以及伴隨的人口激增，於1943年10月1日將蘇澳庄升格為蘇澳街。

## 行政區劃
蘇澳街在清治時期及日治時期初期原屬利澤簡堡的街庄及蕃地，在1896年6月23日隸屬臺北縣宜蘭支廳，在1897年6月10日隸屬宜蘭廳。1898年6月28日，隸屬「羅東辨務署」；同年7月15日，隸屬利澤簡支署、蘇澳支署。1900年1月26日，蘇澳支署所轄「大坑罟庄」改隸利澤簡支署。1900年10月1日，宜蘭廳分支機構「辦務署」改為「出張所」，蘇澳地區隸屬「利澤簡出張所」、「蘇澳出張所」；同年12月17日，宜蘭廳實施街庄整併，蘇澳地區整併為以下9庄：
- 利澤簡堡：蘇澚庄、隆恩庄、馬賽庄、功勞埔庄、港口庄、糞箕湖庄、猴猴庄、隘丁庄、新城庄。

1901年1月11日，宜蘭廳的區管轄範圍調整，蘇澳地區劃分為第13區；同年11月11日，宜蘭廳改設頭圍、羅東、叭哩沙支廳，蘇澳地區隸屬「羅東支廳」。1905年7月6日，區的名稱由數字改為地名。1909年10月20日，部分宜蘭廳蕃地被併入新城庄、糞箕湖庄、蘇澳庄。1917年8月1日，宜蘭廳新設南澳支廳，廳舍位於大南澳浪速，管轄南澳蕃地。
1920年10月1日，原堡里之行政區廢除，街庄改為大字；前述9庄合併為臺北州蘇澳郡「蘇澳庄」，轄域內分為蘇澳、隆恩、馬賽、功勞埔、港口、糞箕湖、猴猴、隘丁、新城等9個大字。
- 蘇澳大字下有「蘇澳」、「南方澳」、「北方澳」、「白米甕」小字名
- 港口大字下有「港口」、「嶺腳」小字名
- 糞箕湖大字下有「糞箕湖」、「後湖」小字名
- 功勞埔大字下有「功勞埔」、「大坑罟」小字名
- 猴猴大字下有「猴猴」、「頂寮」小字名
- 新城大字下有「新城」、「武荖坑」小字名

1922年（大正十一年）1月13日，蘇澳郡蕃地的部分地區併入蘇澳庄，西帽山編為西帽大字；圳尾溪、猴猴溪、烏岩角併為烏岩大字；東澳、粉鳥林、烏石鼻併為東澳大字；浪速、大南澳併為大南澳大字，此時蘇澳庄共有蘇澳、隆恩、馬賽、功勞埔、港口、糞箕湖、猴猴、隘丁、新城、西帽、烏岩、東澳、大南澳等13個大字。1943年10月1日，蘇澳庄升格為蘇澳街。
二戰後，蘇澳街在1946年改為臺北縣蘇澳區蘇澳鎮，1947年蘇澳區被併入羅東區，而區署在1950年廢止，蘇澳鎮直隸宜蘭縣。
| 原街庄                                     | 1901年 | 1903年 | 1905年   | 1905年                 | 1922年-1943年 | 1922年-1943年 | 1946年 |
| 原街庄                                     | 區     | 區     | 區       | 庄                     | 街庄          | 大字          | 鄉鎮   |
| ------------------------------------------ | ------ | ------ | -------- | ---------------------- | ------------- | ------------- | ------ |
| 阿里史庄、蘇澚街、白米甕庄、南方澳、北方澳 | 第13區 | 第13區 | 利澤簡區 | 蘇澚庄                 | 蘇澳庄        | 蘇澳          | 蘇澳鎮 |
| 隆恩庄                                     | 第13區 | 第13區 | 利澤簡區 | 隆恩庄                 | 蘇澳庄        | 隆恩          | 蘇澳鎮 |
| 馬賽庄                                     | 第13區 | 第13區 | 利澤簡區 | 馬賽庄                 | 蘇澳庄        | 馬賽          | 蘇澳鎮 |
| 功勞埔庄、大坑罟庄                         | 第13區 | 第13區 | 利澤簡區 | 功勞埔庄               | 蘇澳庄        | 功勞埔        | 蘇澳鎮 |
| 三面城庄、港口庄、嶺腳庄                   | 第13區 | 第13區 | 利澤簡區 | 港口庄                 | 蘇澳庄        | 港口          | 蘇澳鎮 |
| 糞箕湖庄、出水口庄                         | 第13區 | 第13區 | 利澤簡區 | 糞箕湖庄               | 蘇澳庄        | 糞箕湖        | 蘇澳鎮 |
| 頂寮庄、猴猴庄                             | 第13區 | 第13區 | 利澤簡區 | 猴猴庄                 | 蘇澳庄        | 猴猴          | 蘇澳鎮 |
| 隘丁庄                                     | 第13區 | 第13區 | 利澤簡區 | 隘丁庄                 | 蘇澳庄        | 隘丁          | 蘇澳鎮 |
| 新城庄                                     | 第13區 | 第13區 | 利澤簡區 | 新城庄                 | 蘇澳庄        | 新城          | 蘇澳鎮 |
| 蕃地                                       | -      | -      | -        | 西帽山                 | 蘇澳庄        | 西帽          | 蘇澳鎮 |
| 蕃地                                       | -      | -      | -        | 圳尾溪、猴猴溪、烏岩角 | 蘇澳庄        | 烏岩          | 蘇澳鎮 |
| 蕃地                                       | -      | -      | -        | 東澳、粉鳥林、烏石鼻   | 蘇澳庄        | 東澳          | 蘇澳鎮 |
| 蕃地                                       | -      | -      | -        | 浪速、大南澳           | 蘇澳庄        | 大南澳        | 蘇澳鎮 |

## 街庄長
- 高井瀧三郎：1920年至1924年（曾任彰化廳警務課警部）
- 尾上直次：1925年至1928年（原任臺北婦人病院事務員）
- 小辻宇吉：1929年至1940年（原任蘇澳公學校長）
- 高野五郎：1941年至1945年（原任銅鑼庄長）[13]

## 人口
| 大字別 | 內地人 | 台灣人 | 朝鮮人 | 中華民國人 | 小計(人) |
| ------ | ------ | ------ | ------ | ---------- | -------- |
| 隆恩   | 0      | 402    | 0      | 0          | 402      |
| 馬賽   | 14     | 729    | 0      | 0          | 743      |
| 功勞埔 | 0      | 1,186  | 0      | 0          | 1,186    |
| 港口   | 0      | 979    | 0      | 1          | 980      |
| 糞箕湖 | 17     | 657    | 0      | 0          | 674      |
| 蘇澳   | 1,671  | 5,521  | 13     | 45         | 7,250    |
| 猴猴   | 4      | 1,740  | 0      | 9          | 1,753    |
| 隘丁   | 0      | 651    | 0      | 0          | 651      |
| 新城   | 13     | 787    | 0      | 3          | 803      |
| 西帽   | 0      | 35     | 0      | 1          | 36       |
| 烏岩   | 8      | 21     | 0      | 0          | 29       |
| 東澳   | 25     | 803    | 0      | 3          | 831      |
| 大南澳 | 89     | 3,566  | 0      | 6          | 3,661    |
| 小計   | 1,841  | 17,077 | 13     | 68         | 18,999   |

## 設施

### 官公署
- 蘇澳郡役所
- 蘇澳街役場
- 蘇澳築港事務所
- 交通局蘇花道路維持事務所
- 專賣局製腦監督所
- 基隆稅關蘇澳監視署
- 蘇澳郡警察課蘇澳分室
- 蘇澳公會堂（1923年設）
- 蘇澳消費市場（1911年設）
- 蘇澳碳酸水浴場（1909年設）
- 蘇澳水利組合[1][15]

### 交通
- 蘇澳車站
- 新城車站
- 蘇澳港

### 學校
- 蘇澳尋常高等小學校→蘇澳國民學校（今士敏國小）
- 蘇澳尋常高等小學校南方澳分教場（1942年8月31日廢止）[16]
- 南澳尋常小學校→南澳國民學校（戰後廢校，原址今為南澳衛生所）
- 蘇澳公學校→蘇澳西國民學校（蘇澳國小）
- 蘇澳公學校北方澳分教場（戰後因北方澳遷村而廢校）
- 蘇澳公學校東澳分教場（1984年被併為東澳國小，原址現為東澳活動中心）
- 馬賽公學校→馬賽國民學校（今馬賽國小）
- 大南澳公學校→南澳東國民學校（今蓬萊國小）

### 主要會社
- 蘇澳信用組合（今蘇澳地區農會）
- 大南澳移民購買販賣利用組合

- 台灣化成工業株式會社蘇澳工場（今台泥蘇澳廠）
- 臺灣電化株式會社蘇澳出張所
- 台灣運輸株式會社蘇澳營業所
- 東部水產株式會社蘇澳出張所
- 蘇澳水產株式會社
- 台灣石粉株式會社
- 大南澳拓殖製糖公司
- 東澳糖業組合[1][15]

### 宗教
- 蘇澳神社（原址於蘇澳國中）
- 蘇澳金刀比羅社
- 東澳祠
- 天主教長老派蘇澳講義所
- 天主教長老派大南澳講義所
- 真宗大谷派布教所
- 真宗本願寺派布教所[15]